# 나는 파리다
"나는 파리다"(텔루구어: ఈగ, 타밀어: நான் ஈ, 힌디어: ईगा)는 2012년 개봉한 인도의 판타지 영화이다. S. S. 라자몰리가 감독과 각본을 맡았다.